# Górka (województwo lubelskie)
Górka, zwana też Górką Kocką – wieś w Polsce położona w województwie lubelskim, w powiecie lubartowskim, w gminie Kock. Leży na pd. krańcu Równiny Łukowskiej, nad Pradoliną Wieprza. Usytuowana wzdłuż 10-metrowej krawędzi wysoczyzny nad samą rzeką Tyśmienicą, na wysokości ok. 143 m n.p.m. Najludniejsza i druga (po Talczynie) z największych obszarowo wsi w gminie Kock.
Wieś szlachecka położona była w drugiej połowie XVI wieku w ziemi łukowskiej województwa lubelskiego. W latach 1975–1998 miejscowość administracyjnie należała do ówczesnego województwa lubelskiego.
Wieś stanowi sołectwo gminy Kock. Według Narodowego Spisu Powszechnego (I 2021 r.) wieś liczyła 520 mieszkańców.
Wierni Kościoła rzymskokatolickiego należą do parafii Wniebowzięcia Najświętszej Maryi Panny w Kocku.

## Części wsi
| SIMC    | Nazwa           | Rodzaj    |
| ------- | --------------- | --------- |
| 0383231 | Bliska          | część wsi |
| 0383277 | Górecka Kolonia | kolonia   |
| 0383248 | Granice         | część wsi |
| 0383254 | Nadstaw         | część wsi |
| 0383260 | Starowieś       | część wsi |

## Historia
1447 – Gorka, 1518 – Horka. Nazwa wsi pochodzi od ukształtowania terenu – wzniesienie ponad dolinę rzeczną. Przed rokiem 1437 wieś Górka obok Talczyna, Pożarowa, Tarkawicy i Luszawy, tworząc klucz dóbr kockich, należała do biskupstwa płockiego. W 1515 r. biskupi płoccy zmienili klucz dóbr kockich na miasto królewskie Raciąż. W 1739 roku należała wraz z folwarkiem do klucza Lubartów Lubomirskich. Za czasów księżnej Anny z Sapiehów Jabłonowskiej, w latach 1767–1773 wybudowano stodołę z dwiema komorami, lamus z dwoma kondygnacjami, piwnicę, 20 stodół chłopskich, 2 upusty z sadzawek, 2 mosty na rowach, 4 na groblach. Bór liczył wówczas 7 włók i 10 mórg. W 1827 r. wieś zamieszkiwało 421 osób w 76 domach, a na początku XX w. Górka liczyła 566 mieszkańców, 61 domów, 1060 mórg ziemi. Między Górką a Tchórzewem najprawdopodobniej znajdowała się zaginiona osada o nazwie Opatki, które jeszcze w 1447 r. płaciły dziesięcinę plebanowi w Kocku.

## Współczesność
Najludniejsza wieś w gminie Kock, licząca 520 mieszkańców, i druga pod względem powierzchni, 958,36 ha.
W związku ze zróżnicowanym podłożem i konfiguracją terenu występuje duża mozaika gleb – na podłożu piaszczystym (kwaśne) i gliniastym wysoczyzny oraz dna doliny: gleby brunatne wyługowane, pseudobielicowe i czarne ziemie; w dolinie Tyśmienicy mady i gleby mułowo-torfowe. Należą do klas jakości od III a do VI. Przeważa kompleks gleb żytni słaby i bardzo słaby oraz użytki zielone średnie.
Obecnie na terenie Górki działa:
- Ochotnicza Straż Pożarna skupiająca 40 strażaków
- Zespół Ludowy liczący 12 członkiń, który w 1998 r. za przygotowanie widowiska historyczno-obrzędowego pt. „Wicie wieńców nagrobnych” zdobył najwyższe uznanie na XV Ogólnopolskim Sejmiku Teatrów Wsi Polskiej w Tarnogrodzie.
- Zakład Pracy „Wiol-Mex”

## Górka Kolonia
Zachodnia część wsi, wydzielona ze względu na położenie. Usytuowana w odległości 1 km na wschód od Kocka. Powierzchnia 220,78 ha. Użytkowanie ziemi: grunty orne 169 ha, użytki zielone 23 ha, powierzchnia gruntów pod lasami i zadrzewieniami 10 ha.